# ستان شو
ستان شو (بالإنجليزية: Stan Shaw) هو لاعب كاراتيه وممثل أمريكي، ولد في 14 يوليو 1952 بشيكاغو في الولايات المتحدة.

## أعمال

### أفلام
- (1976) روكي[4][5][6]
- (1996) دايلايت[7]
- (1998) ثعبان العيون[8]
- (2017) جيبرز كريبرز 3

## وصلات خارجية
- ستان شو على موقع IMDb (الإنجليزية)
- ستان شو على موقع ألو سيني (الفرنسية)
- ستان شو على موقع تيرنر كلاسيك موفيز (الإنجليزية)
- ستان شو على موقع أول موفي (الإنجليزية)
- ستان شو على موقع قاعدة بيانات برودواي على الإنترنت (الإنجليزية)
- ستان شو على موقع قاعدة بيانات الأفلام السويدية (السويدية)
- ستان شو على موقع إن إن دي بي (الإنجليزية)
- ستان شو على موقع قاعدة بيانات الفيلم (الإنجليزية)
- ستان شو على موقع كينوبويسك (الروسية)